# Expansionisme
L'expansionisme és una política d'un estat que aspira i actua a eixamplar el territori, la influència política i la dominació econòmica en detriment d'altres estats i pobles. Es un concepte parent amb colonialisme i imperialisme. A Europa durant l'antic règim a més de la força militar, s'utilitzaven els casaments estratègics per reunir territoris, un fet que, quan no hi havia hereu, va provocar guerres successòries. Després de la revolució francesa, només quedava la força militar com a eina de política expansionista. Com altres parts d'Europa, la història de la península ibèrica és caracteritzada pels conflictes entre les polítiques expansionistes dels àrabs, castellans, portuguesos, francesos, catalans, aragonesos…